# William Glackens
William James Glackens (ur. 13 marca 1870 w Filadelfii, zm. 22 maja 1938 w Westport) – amerykański malarz.

## Życiorys
Studiował malarstwo w Pennsylvania Academy of the Fine Arts u Roberta Henriego. Rok 1895 spędził w Paryżu. Po powrocie do Filadelfii zaczął malować krajobrazy w stylu Jamesa McNeilla Whistlera. Wraz z George'em Benjaminem Luksem odwiedził w 1898 Kubę, a w 1906 Francję i Hiszpanię.
Odrzucił akademizm. Członek The Eight, grupy malarzy realistycznych, którzy w 1908 zorganizowali wystawę w Macbeth Gallery w Nowym Jorku. Malował codzienne życie miasta w stylu realistycznym, pod silnym wpływem impresjonizmu.

## Prace
- Chez Mouquin (1905)
- Maypole, Central Park (1905)
- Nude with Apple (1910)
- Sledding, Central Park (1912)
- Beach Scene, New London (1918)
- Woman in Blue Hat (1918)
- Flowers in a Quimper Pitcher (1930)
- The Soda Fountain (1935)

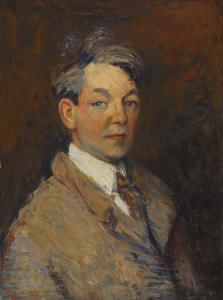
Autoportret, ok. 1890, Barnes Foundation
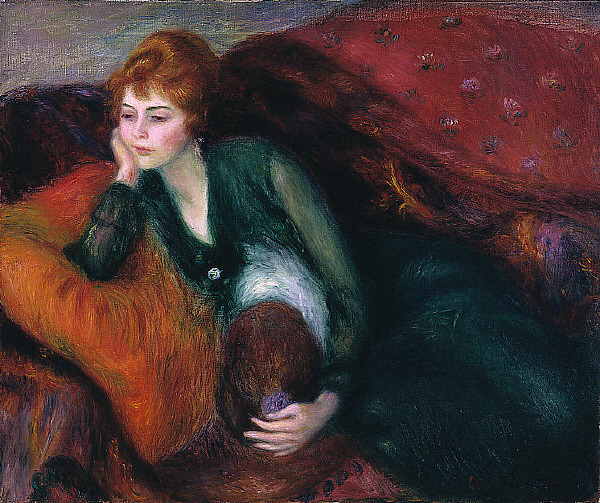
Młoda kobieta w zieleni, ok. 1915, Saint Louis Art Museum